# Нидеркирхен бај Дајдесхајм
Нидеркирхен бај Дајдесхајм (њем. Niederkirchen bei Deidesheim) општина је у њемачкој савезној држави Рајна-Палатинат. Једно је од 48 општинских средишта округа Бад Диркхајм. Према процјени из 2010. у општини је живјело 2.377 становника. Посједује регионалну шифру (AGS) 7332039.

## Географски и демографски подаци
Нидеркирхен бај Дајдесхајм се налази у савезној држави Рајна-Палатинат у округу Бад Диркхајм. Општина се налази на надморској висини од 110 метара. Површина општине износи 3,8 km². У самом мјесту је, према процјени из 2010. године, живјело 2.377 становника. Просјечна густина становништва износи 629 становника/km².